# Ercole dei Fedeli

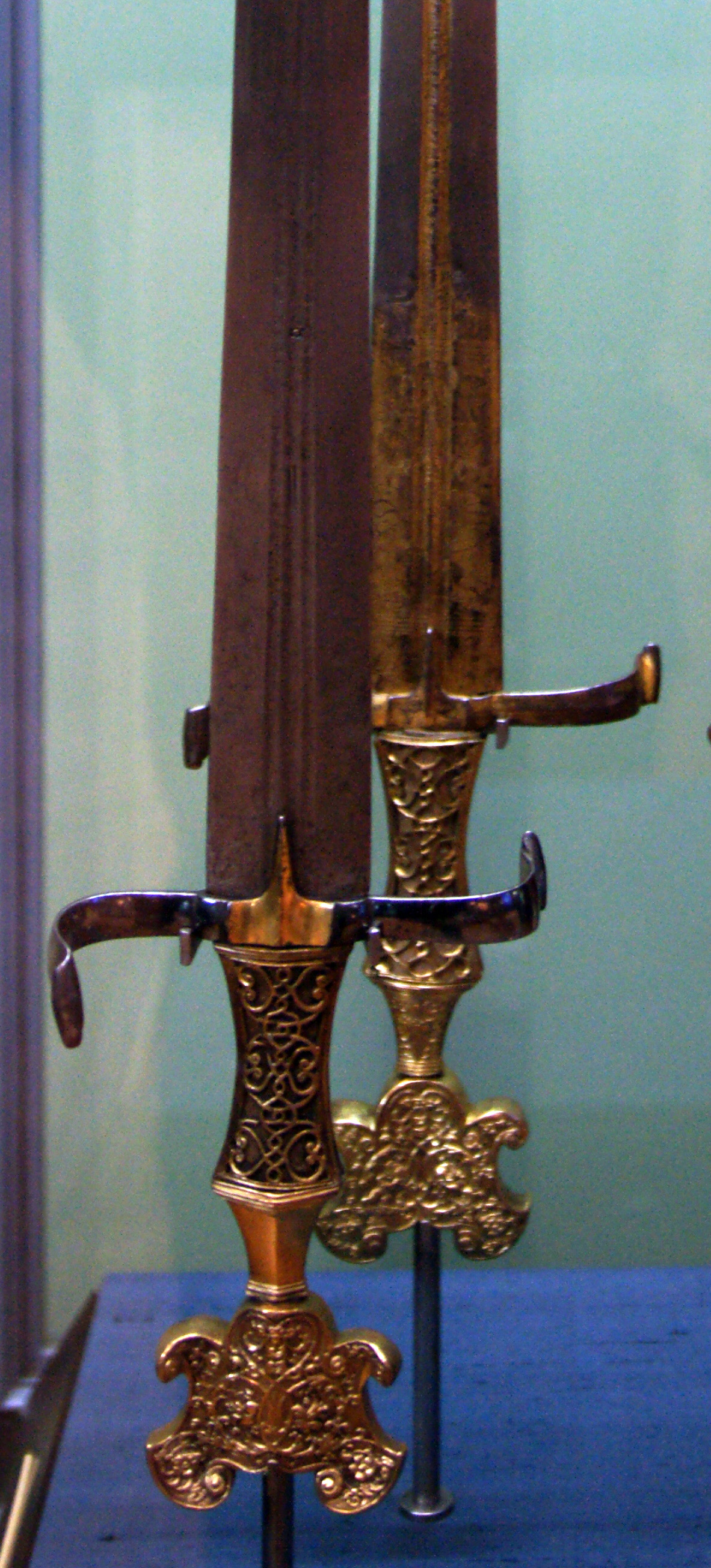
Else e lame incise da Ercole dei Fedeli, 1509

Ercole dei Fedeli, nato Salomone da Sesso ed anche noto come Ercole da Ferrara, dei Fidelis, de Fedeli o de Fedelis, (Sesso, circa 1465 – tra il 1504 e il 1521) è stato un orafo e incisore italiano.

## Biografia
Nato e cresciuto da famiglia di tradizione ebraica, lavorò come orefice a Ferrara, tra cui per Eleonora d'Aragona. Dopo la sua conversione forzata al cristianesimo tra marzo e novembre 1491, assunse il nome di "Ercole dei Fedeli", sposò una donna di nome Eleonora e ebbe diversi figli.
Nel 1504 è registrato per l'ultima volta come collaboratore di Isabella d'Este, moglie di Francesco II Gonzaga e duchessa di Mantova. Una petizione del 1521, promossa dalla moglie e dai figli, pur non nominandolo fa sembrare probabile che fosse già morto.

## Opere
É noto principalmente come incisore di spade, più che altro perché sono rimaste poche altre sue opere. Le sue incisioni sono caratterizzate dall'inquadratura di archi architettonici, da un grande senso del movimento nelle scene figurative e da un tratto molto leggero e tecnicamente impeccabile.
Charles Émile Yriarte e alcuni studiosi successivi gli attribuirono quasi tutte le cinquedee italiane del suo periodo, anche se oggi l'attribuzione appare dubbia. Le opere oggi a lui attribuite con un certo grado di certezza sono:
- la cinquedea di Cesare Borgia (ora alla Casa Caetani a Roma) e il suo fodero (Victoria and Albert Museum di Londra, n. M 101.1869)
- una cinquedea a Brescia (Museo Marzoli, n. 727)
- a cinquedea a Firenze (Museo Stibbert, n. 3593)
- una cinquedea a Londra (Royal Armouries, n. IX.146)
- una spada a Parigi (Musée national du Moyen Âge, n. CL 11811)
- tre spade a Vienna (Kunsthistorisches Museum, nn. A453–A455)
- una striscia a San Pietroburgo (Museo dell'Ermitage, n. B410)